# Operation Flashpoint: Resistance
Operation Flashpoint: Resistance je datadisk vytvořený českou společností Bohemia Interactive Studio. Tato společnost vytvořila i původní Operaci Flashpoint. OFP Resistance má k dispozici několik nových objektů a zbraní. Také může přijímat addony. Resistance byl později znovu vydán samotnými vývojáři v rámci balíčku ArmA: Cold War Assault.

## Příběh
Děj se odehrává 3 roky před událostmi původní kampaně. Sovětská armáda obsazuje ostrov Nogova, kde žije také Viktor Troska. Ten má zkušenosti ze speciálních jednotek, ale již nechce bojovat. Je však kontaktován veliteli protisovětského odboje, kteří žádají jeho pomoc. Viktor to odmítne, ale okolnosti jej donutí změnit postoj a on se nakonec k partyzánům připojí. Následně se stane vůdcem odboje proti okupantům. Ačkoliv Viktor nevěří, že je možné vyhrát, povede se mu zasadit nepřátelům řadu těžkých ran a k odboji se začne přidávat více lidí a navíc partyzáni získají pomoc od NATO, které je zásobí zbraněmi a municí. Navíc se do boje zapojí jednotka amerických speciálních jednotek vedená Viktorovým přítelem Jamesem Gastovskim. Nakonec se povede Sověty zatlačit na nogovské letiště, ale sovětský velitel Guba se rozhodne zde připravit bombardéry, které mají ostrov zničit napalmem. Viktor je nucen k zoufalému útoku na letiště a povede se mu zničit bombardéry. Je však pravděpodobně zabit, poté co je obklíčen Sověty. Ti jsou následně z ostrova vyhnáni po zásahu jednotek NATO, které přišly partyzánům na pomoc.

## Postavy
Hlavní postavy hry: 
- Viktor Troska – hlavní hrdina kampaně a vůdce nogovských partyzánů. V minulosti byl příslušníkem speciálních a jednotek, ale je už unaven boji. Po odchodu z armády se vrátil na rodný ostrov Nogova, kde se ujal funkce soudce. Tu vykonával až do invaze. zpočátku se nechtěl k odboji přidat, ale neměl na vybranou. Pod jeho vedením jsou partyzáni poměrně úspěšní a daří se jim nepřátele porážet. Viktorovi se stupňuje nenávist k okupantům a poté co je zabita jeho milovaná Liz, se rozhodne Sověty nadobro vyhnat. To se mu téměř podaří, ale nakonec musí sám zaútočit na letiště v poušti, kde Sověti chystají bombardéry k úplnému zničení ostrova. Bombardéry se mu podaří zničit a zachrání tak svou vlast, ale sám umírá.
- Alexandr Vasiljevič Guba – sovětský plukovník, který vede jednotky okupující Nogovu. Je velmi krutý a nebojí se páchat zločiny proti civilnímu obyvatelstvu. Nakonec z Nogovy uniká po porážce svých jednotek. Objevuje se i v původní Operaci Flashpoint, kde vede své jednotky proti Američanům.
- Geronimo – druhý nejvyšší velitel partyzánů. Je také jedním ze zakladatelů odboje. Na konci přišel Viktorovi na pomoc při útoku na letiště.
- Tasmánský čert – informuje rádiem partyzány o činnosti Sovětů a nabourává se do oficiálního vysílání. Na konci je pravděpodobně odhalen a zlikvidován Sověty
- Gabriel – původní vůdce partyzánů a zakladatel odboje. Nevěřil, že je dostatečně schopný, aby úspěšně vedl partyzány. Snažil se přemluvit Viktora, aby se přidal k odboji, ale neúspěšně. Byl zabit brzy poté co se Viktor k partyzánům konečně přidal.
- Stojan Jakotyč – člen odboje, který působí ve Viktorově jednotce. Později je zabit při potyčce se spolubojovníkem.
- James Gastovski – příslušník amerických speciálních jednotek, který pomáhá partyzánům v boji proti Sovětům. Zná se s Viktorem z dřívějška a jsou dobrými přáteli. Je také jedním z hlavních hrdinů původní Operace Flashpoint.

## Addony a vylepšení
Datadisk do hry přidává nový ostrov Nogova. Ten značně připomíná české prostředí a obce zde mají česká jména. Některé se jmenují podle existujících obcí (Lipany nebo Petrovice), jiné, jako například Vidlákov) jsou pojmenované spíše vtipem. Dále jsou do hry přidána nová vozidla, zbraně a výstroj. Taktéž je nově umožněno vkládání zbraní do vozidel a beden v editoru. Došlo také k zlepšení grafiky a multiplayeru.

### Nogova
Nogova je ostrov na němž se hra odehrává. Rozloha mapy činí, spolu s vodními plochami, 144 km2. Samotný ostrov má 95 km2. Je zde několik měst a vesnic, z nichž největší je metropole Lipany. Většina obcí je pojmenovaná podle existujících českých měst a vesnic (Lipany, Modrava, Davle atd.). Některé názvy jsou však vytvořeny s humorným podtextem (např. Vidlákov, Joudov). 
Na ostrově lze najít i zříceniny, vykopávky, vyhlídkovou věž atd. Sever je pokrytý horami a jih je nížinatý. Na jihozápadě je poušť s letištěm. Druhé letiště se nachází na ostrově severně od Nogovy. Je zde i jezero, z kterého vytéká řeka.

## Zajímavosti
- Kampaň byla inspirována Invazí do Československa v roce 1968.
- Nejde o první datadisk pro Operaci Flashpoint. Prvním byl datadisk Red Hammer. Ten však vytvořilo vydavatelské studio Codemasters.[7]
- Jméno postavy Stojana Jakotyče je odkazem na divadelní hru Akt.[8]
- Původně se hra měla jmenovat Operation Flashpoint Outrage.[8]
- Nogova není, na rozdíl od ostatních ostrovů v Operaci Flashpoint, zmenšeninou skutečného ostrova, ale nově vytvořený ostrov.[9]

## Přijetí
Resistance bylo kladně přijato kritikou. Například časopis Computer Gaming World o něm řekl, že jej Codemasters mohla klidně prodat jako samostatné pokračování původní hry. Samotní hráči Resistance hodnotili lépe než původní hru.